# Aerangis rostellaris
Aerangis rostellaris är en orkidéart som först beskrevs av Heinrich Gustav Reichenbach, och fick sitt nu gällande namn av Joseph Marie Henry Alfred Perrier de la Bâthie. Aerangis rostellaris ingår i släktet Aerangis och familjen orkidéer. Inga underarter finns listade i Catalogue of Life.